# Elías Amézaga
Elías Amézaga Urlezaga (Bilbao, 9 de agosto de 1921 - Guecho, 13 de abril de 2008) fue un escritor español. 

## Biografía
Nació en Bilbao como el hijo único de una familia acomodada (el padre fue alcalde de Valmaseda durante la dictadura de Miguel Primo de Rivera). Estudió Bachillerato en la capital vizcaína (ya a los trece años había escrito una pieza teatral, Secreto de confesión) y, aunque estudió primero la carrera de profesor mercantil en la Escuela de Comercio de Bilbao (alternando la carrera con actividades teatrales), comenzó la carrera en la Universidad de Deusto y se licenció en Derecho en la de Oviedo, si bien nunca llegó a ejercerla, sino que se dedicó de lleno a las letras, sobre todo en el terreno del teatro, el periodismo, la biobibliografía y la historia de la literatura del País Vasco. Muy entregado a la farándula, incluso formó su propia compañía en 1951 y adaptó y tradujo obras en Madrid. Estrenó numerosas piezas en España y América (su pieza Redentor del Mundo se estrenó en dieciséis países) y ha sido también asiduo conferenciante y uno de los autores vascos más fecundos. 
Durante su estancia en Oviedo colaboró en La Voz de Asturias, donde publicó como folletín sus Memorias de un autor desconocido, y además en todo tipo de periódicos y revistas como Hierro, Deia, Euzkadi, Hoja del Lunes, El Diario Vasco, El Mundo del País Vasco, Diario 16, El Periódico de Álava, Muga, Revista Internacional de Estudios Vascos, Letras de Deusto, Kultura y Bilbao.
Tras más de 25 años de investigación imprimió una muy erudita y minuciosa biobibliografía titulada Autores vascos (1984-1996) en diez volúmenes. En este ámbito destaca también Los vascos que escribieron en castellano (1977-1993), cuatro vols., Las letras vascas en castellano, Literatura vasca en castellano, Letras vascongadas de expresión española y 50 escritores vascos y un editor (2002). Además escribió más de sesenta obras de teatro, ensayo y biografía, en especial sobre Miguel de Unamuno, José María Salaverria, Sabino Arana, José Antonio Aguirre, José María Olivares Larrondo y otros autores. Sin embargo, su edición de los artículos inéditos en libro de Unamuno fue criticada por los especialistas unamunianos José Antonio Ereño y Laureano Robles a causa de atribuir a Unamuno pseudónimos que no son tales. Terminó esta titánica tarea con su propia biografía, impresa un año antes de su muerte: Conmigo (un cacho de mi vida), 2003. Falleció en su casa-torre de Guecho el 13 de abril de 2008 a los 86 años de edad.
La Real Sociedad Bascongada de Amigos del País le nombró socio emérito y la Sociedad de Estudios Vascos-Eusko Ikaskuntza le  entregó el Premio Manuel Lekuona en 2005. El Ayuntamiento de Bilbao, por su parte, le hizo Ilustre de la Villa en 2001.
Es reconocido por su labor en pro de las letras vascas, estudiando cualquier autor, independientemente de su color ideológico. Al respecto, escribió:
No conviene forjarse grandes ilusiones con la literatura vasca. No es abundante, no es de calidad, no es literatura propiamente dicha. Despojada de su testimonio que quiere ser verdad y fe, quitad lo que habla de Dios y de los santos; las páginas que dedica a glosar sus hazañas, las de su pueblo; las traducciones de toda índole; arrancad las que consagran a su lengua, dejad sueltos y sin consignar los cantares y el género menor y no quedará gran cosa de las letras vascas.
Existen tres biografías sobre este autor: Elías Amezaga, escritor del pueblo vasco (Madrid, 1990), de Mario Ángel Marrodán; Elías Amezaga Urlezaga (San Sebastián, 2006) y Elías Amézaga. Vida y obra (San Sebastián, 2009), ambas escritas por su nieto y secretario Abraham de Amézaga.
Fue objeto de homenaje en 2011, el 13 de abril, fecha de su fallecimiento, con la instauración del I Premio Elías Amézaga, cuyo primer premiado fue Ildefonso de Arrola, dramaturgo y periodista bilbaíno, además de amigo personal del homenajeado.

## Obras

### Teatro
- Redentor del mundo, Madrid (Bonfix), 1953.
- Los pecados se hacen de dos en dos, Madrid (Bonfix), 1953.
- El Proceso de María Estuardo, Bilbao (edición del autor), 1959.
- Teatro, Bilbao (edición del autor), 1970.
- Eso, Bilbao (edición del autor), 1971.
- Horno, Algorta (Sendo), 1973.
- Peñíscola y Savonarola, Algorta (Gorka Editorial), 1975.
- Un prólogo y seis obras dramáticas, Bilbao (Ediciones beta), 2004.

### Biografías
- Van Gogh y el más allá, biografia-eleberria, Bilbao (edición del autor), 1959; Algorta (Hilargi Ediciones), 1989.
- Enrique IV, Madrid (Ediciones del Centro), 1974.
- Autores Vascos, Bilbao (edición del autor), 1984-1996, 9 vols.
- El primer Aguirre o el artífice del Estatuto, Bilbao (Ekin), 1988, 4 vols.
- Lehendakari Aguirre, una vida al servicio de su pueblo, Vitoria, (Eusko Jaurlaritza), 1990.
- Ficha bio-bibliográfica de Miguel de Unamuno, Bilbao (edición del autor), 1992.
- Tellagorri. Estudio y selección de textos, Guecho (Edigetxo), 1992.
- Esteban Calle Iturrino. Un centenario, Bilbao (BBK. Bizkaiko Gaiak bilduma), 1993.
- Calígrafos Vascos, hiztegia, Algorta (Hilargi Ediciones), 1994
- Justo Gárate, crítico de críticos, Bilbao (BBK. Bizkaiko Gaiak bilduma), 1996.
- Vidas rotas, Bilbao (Udaletxea), 1999.
- Vicente de Amezaga (1901-1969), Guecho (Getxoko Udala), 2001.
- Biografía sentimental de Sabino Arana, Tafalla (Txalaparta), 2003.
- Conmigo (un cacho de mi vida), Bilbao (Bilboko Udala), 2003.
- Con José Antonio, Guecho (Getxoko Udala), 2004.

### Novelas
- Del cisma, eleberria, Bilbao (edición del autor), 1962.
- Morir, qué tentación, biografia-eleberria, Bilbao (edición del autor), 1963.
- Sonata fúnebre, biografia-eleberria, Bilbao (edición del autor), 1963.
- Jorge Sand, íntima, Algorta (Sendo), 1965.
- Auto de fe en Valladolid, Bilbao (edición del autor), 1967.
- Sabin, biografia-eleberria, Algorta (Hilargi Ediciones), 1995.
- Reedición de Van Gogh y el más allá, Alegia (Ediciones Oria), 2000.
- El hacedor de vírgenes, Bilbao (Ediciones beta), 2004.

### Crónicas
- Yo, Demonio. Andanzas y naveganzas de Lope de Aguirre, el fuerte caudillo de los invencibles marañones, kronika (lau liburu), Bilbao (edición del autor), 1957; La Habana y San Sebastián (Ediciones Vascas), 1977.
- Los vascos que escribieron en castellano
  - I. Bilbao (edición del autor), 1977.
  - II. Bilbao (edición del autor), 1981.
  - III. Algorta (Hilargi Ediciones), 1992
  - IV.  Algorta (Hilargi Ediciones), 1993.
- Edición de Prensa de Juventud de Miguel de Unamuno, artículos, Madrid (Compañía Literaria), 1995.
- Amada prensa, artículos, Algorta (Hilargi Ediciones), 1996.
- Editor de textos inéditos de Jorge Oteiza. Ahora tengo que irme, Tafalla (Txalaparta), 2003.

### Ensayos
- Consejos a un recién muerto, Algorta (Sendo), 1966.
- Guía del perfecto inquisidor, Algorta (Sendo), 1968.
- Et après?-Aux barricades, Bilbao (edición del autor), 1969.
- Con piedras, Bilbao (edición del autor), 1972.
- Cómo se hace un rey, Bilbao (edición del autor), 1973.
- Mil años con fueros... cien sin, Bilbao (La Gran Enciclopedia Vasca), 1976.
- A la contra, Bilbao (edición del autor), 1986.
- Bilbao, nuestro gran Bilbo, Bilbao (edición del autor), 1988.
- Euskadi: al cruce de tres culturas, Bilbao (edición del autor), 1989.
- Los Fueros, raíz de la basconidad, Bilbao (Ekin), 1992.
- Los vascos y la generación del 98, Bilbao (BBK. Bizkaiko Gaiak bilduma), 1998.
- Del 98 vasco, Bilbao (Ediciones Beitia), 1998.
- Los vascos, América y el 98, Jon Juaristi, Juan Pablo Fusi y M. González-ekin batera, Madrid (Tecnos), 1999.